# 岡田徹
岡田 徹（おかだ とおる、1949年4月23日 - 2023年2月14日）は、日本の男性音楽家。ムーンライダーズのキーボーディスト、アコーディオン奏者、作曲家・編曲家、音楽プロデューサー。
東京都新宿区出身。父はアナウンサーの岡田実。父の仕事の関係で、2歳半から5歳までニューヨークで暮らす。

## 来歴・人物
1949年、東京都新宿区に生まれる。立教大学卒業。同大学の音楽サークル「OPUS」に所属し、同サークルの後輩にムーンライダーズの武川雅寛、白井良明がいる。
1973年、鈴木慶一が率いるロックバンドのはちみつぱいに加入、解散後はそのメンバーを母体としたムーンライダーズに参加。
ムーンライダーズでのボーカル曲はメンバー中で一番少ないが、アルバム『Istanbul mambo』収録の「週末の恋人」ではダミ声で歌っている。鈴木慶一は「普通に歌うとアナウンサーみたいな歌い方になるので、この歌唱法で歌っている。（岡田の）家族はみんなアナウンサーだ」という。岡田はこのコメントに少々傷心し、以降は「このバンドでは美声ではダメだ」とダミ声で歌ったり、機械で加工するなどの工夫を凝らすようになったという。
音楽プロデューサーとしても、様々なミュージシャンのプロデュースを担当し、PSY・S、パール兄弟、プリンセス プリンセス（「赤坂小町」から「JULIAN MAMA」を経ての本命名者）、Nav Katze、野田幹子、坂本美雨などのプロデュースを手掛けた。
またムーンライダーズやソロ活動以外にも、様々なミュージシャンと音楽ユニットを組み、1987年に松浦雅也、安部隆雄と「AMOR」、1995年に大所帯のアコーディオンバンド「LIFE GOES ON」、2001年に山本精一、伊藤俊二と「ya-to-i」、2008年、エイプリルズのイマイケンタロウ、ELEKTELのporymoogと「CTO LAB.」、2014年には夏秋文尚（ジャック達）、吉田孝（Rose-Unlimited、5thガーデン）、黒田英明（plusico）と「UKULENICA」を結成した。
「打ち込み」という言葉を初めて用いた人物とされる。いち早くローランドのデジタルシーケンサーMC-4を導入してプログラミングを担当した。
数多くの映画・アニメのサウンドトラック、コマーシャルソングも手掛けた。なお、初代プレイステーションの起動時に流れるサウンドロゴの作曲者と言われることがあるが、この起動音は藤澤孝史の作曲であり、岡田が担当したのはプレイステーションのコマーシャルのサウンドロゴである。
2023年2月14日、心不全のため死去。73歳没。

## 参加バンド
- はちみつぱい（1973年9月 - 1974年10月）
- ムーンライダーズ（1975年 - ）
- AMOR（1987年 - ）
- LIFE GOES ON（1995年 - ）
- ya-to-i（2001年 - ）
- CTO LAB.（2008年 - ）
- UKULENICA（2014年 - ）

## ディスコグラフィ

### ソロ・アルバム
- 架空映画音楽集（1988年）
- 海辺の名人（1991年）
- 星空のアコーディオン（1993年）
- 架空映画音楽集II ～エレホンの麓で～（2011年）
- Tの肖像（2016年）

### LIFE GOES ON
- GOOD PAPA, BAD PAPA（1995年）
- Yestermorrow Village（2008年）

### ya-to-i
- The Essence of Pop-self（2001年）
- menu（2002年）
- Shadow Sculpture（2013年）

### CTO LAB.
- Okie-Dokie!（2010年）
- 3 CYCLES（2015年）
- BEYOND THE BOX（2018年）

## プロデュース
- アグネス・チャン
  - 『Love me Little, Love me Long』（1981年）- プロデュース・編曲
- プリンセス プリンセス
  - 『Kissで犯罪』（1986年）
- PSY・S
  - 『Different View』（1985年）
  - 『PIC-NIC』（1986年）
  - 『Collection』（1987年）
  - 『Mint-Electric』（1987年）
- パール兄弟
  - 『未来はパール』（1986年）
  - 『パールトロン』（1987年）
  - 『パール&スノウ』（1987年）
- Nav Katze
  - 『Nag Katze』（1986年）
  - 『OyZac』（1987年）
- CHIROLINE
  - 『Chiroline』（1989年）
  - 『CHIT CHAT CIROLINE』（2012年）
  - 『ちろりん坂よ、永遠に』（2013年）
- 久保田洋司
  - 『Live in Clover』（1992年）
  - 『Blue Marbles』（1993年）
- Vanity『トラブル』（1995年）
- 篠原ともえ『MEGAPHONE SPEAKS』（1998年）
- 覚和歌子
  - 『青空1号』（2004年）
  - 『カルミン』（2010年）
- 初音ミク 『plays 月光下騎士団』（2011年）
- Recto Berso 『Nice To Love You!』（2012年）
- nAo 『Strawberry Heart』（2012年）
- APRILS 『MAGICAL GIRLS』（2012年）
- little moa 『Good evening』（2013年）
- GARLAND
- 坂本美雨
- BEGIN
- 野田幹子

ほか多数

## 作曲
- アグネス・チャン「Try Again」- 作曲・共編曲
  - 収録アルバム『Mei Mei いつでも夢を（1976年）』には「鈴木慶一とムーンライダース」として参加
- SDガンダム外伝 騎士ガンダム物語（OVA）
- クラッシュ・バンディクー (ゲーム)
- 天才ビットくん（The Bittles）
- ドコモダケ
- PlayStation (ゲーム機) - CMサウンドロゴ
- ペイル・コクーン
- イヴの時間
- ジ、エクストリーム、スキヤキ

ほか多数

## 映画音楽
- ふきげんな過去（2016年6月25日公開）[10]

## CM出演
- NTTドコモ「ユニバーサルデザイン」（2007年）